# Cocksucker Blues
Cocksucker Blues is een nooit officieel uitgebrachte documentaire van filmmaker Robert Frank over de Engelse band The Rolling Stones, ten tijde van hun tournee door de Verenigde Staten in 1972. Dit was de eerste keer dat de Stones zouden optreden in de VS sinds het zwaar omstreden optreden op Altamont, waar een fan van de band door Hells Angels werd doodgestoken. De band maakte haar reputatie als Greatest Rock & Roll Band in The World op het podium meer dan waar, terwijl buiten de schijnwerpers het leven van de Stones en hun entourage ook doordrongen was van seks, drugs en rock-'n-roll.

## Geschiedenis
De documentaire werd vaak met meerdere camera's tegelijk opgenomen en ook stond het de bandleden vrij zelf de camera ter hand te nemen. Robert Frank maakte al snel onderdeel uit van de entourage van de band en kreeg toegang tot kleed- en hotelkamers. Een groot deel van de opnames bestaat dan ook uit ongecensureerde scènes van wilde backstage-feesten, drugsgebruik door de bandleden, hoogoplopende ruzies, maar laat bovenal goed zien hoe de Stones zich in alle chaos staande proberen te houden.
"Cocksucker Blues" was tevens de titel van de allerlaatste single die de Rolling Stones volgens hun contract moesten maken voor Decca Records. Cocksucker is een Engels woord voor iemand die fellatio uitvoert en de bedoeling van de band was om de directie van het label, waarmee de band op vijandige voet was komen te staan, een hak te zetten. De single werd natuurlijk nooit uitgebracht, maar is op enkele bootleg tapes te vinden.
Een rechter bepaalde dat de film alleen mag worden vertoond als de regisseur Robert Frank fysiek aanwezig is tijdens de vertoning. Deze uitspraak kwam voort uit protesten van de band, die, na eerst hun volledige medewerking gegeven te hebben, na een voorvertoning te kennen gaven het materiaal niet voor uitzending geschikt te vinden. Desondanks is de film in de loop der jaren verschillende malen als bootleg uitgebracht en verwierf een bijzondere cultstatus en inspiratiebron voor acts als Marilyn Manson en Spinal Tap.